# Tony Scotti
Pour les articles homonymes, voir Scotti.
Tony Scotti né le 22 décembre 1939 à Newark au New Jersey, est un acteur et producteur américain. 

## Parcours
Né le 22 décembre 1939 à Newark, dans le New Jersey, Tony Scotti étudie à l'université du Maryland, et joue avec son frère Ben dans l'équipe de football universitaire.
Tony Scotti commence sa carrière d'acteur en jouant le rôle de Tony Polar dans le film La Vallée des poupées, de Mark Robson, diffusé en 1967. Dans ce rôle, Tony Scotti interpréte la chanson Come Live With Me, qui se retrouve aussi sur la bande sonore du film. Tout en poursuivant cette carrière cinématographique, Tony Scotti connaît un léger succès dans la chanson avec trois singles en tant que soliste, et deux en tant que leader du groupe Heaven Bound.
En 1971, Scotti abandonne sa carrière cinématographique et rejoint le département de production de disques de la MGM en tant que vice-président senior. En 1974, Scotti et son frère aîné Ben créent Ben Scotti Productions, une société de marketing musical. La société se lance ensuite  dans la télévision et produit  notamment la série de musique pop America's Top 10. Au milieu des années 1980, la société commence à produire des films sous le nom de Scotti Brothers Pictures et sort en particulier, en 1987, Lady Beware, un thriller érotique.
Entretemps, il rencontre Sylvie Vartan en 1981, après le divorce entre celle-ci et Johnny Hallyday. Il devient son second époux en 1984. Ils adoptent une fille née le 8 octobre 1997 en Bulgarie, Darina,.

## Filmographie
- 1967 : La Vallée des poupées
- 1968 : Nick Quarry

Producteur
- 1980-1993 : America's Top 10
- 1986 : Eye of the Tiger
- 1989 : Le Triangle de fer (The Iron Triangle) de Eric Weston
- 1993 : The Resurrected